# Grootbladige marmeldoos
De grootbladige marmeldoos (Amaioua guianensis) is een altijdgroene struik of kleine boom met een dichte ronde kruin. De struik kan 4-12 meter hoog worden. De rechte stam kan 30–50 cm in doorsnee worden. Het is een boom van de onderlaag van het regenwoud. De boom groeit bij voorkeur op hellende grond met zanderige bodem.
De boom is tweehuizig en draagt buisvormige zestallige bloemen. Ze zijn geurig en worden door insecten zoals Aellopos titan, Bombus atratus en Epicharis flava bestoven. In  Brazilië worden de vruchten gegeten door vogels zoals de helmmanakin (Antilophia galeta), maar ook de grote kiskadie (Pitangus sulphuratus)
Het verspreidingsgebied is in Zuid-Amerika: Brazilië, Bolivia, Peru, Ecuador, Colombia, Venezuela en de Guiana's

## Het hout
Het hout heeft een fijne textuur en rechte vezel. Het is hard en zwaar. Het wordt gebruikt in de bouw, voor kasten en landbouwwerktuigen, maar ook als brandstof en voor houtskool.